# Rallye de Suède 2012
Le Rallye de Suède 2012 est le 2e rallye du Championnat du monde des rallyes 2012.

## Résultats

### Classement final
| Rang              | Pilote             | Copilote          | Numéro            | Voiture                    | Écurie                   | Temps             | Écart             | Points            |
| Toutes catégories | Toutes catégories  | Toutes catégories | Toutes catégories | Toutes catégories          | Toutes catégories        | Toutes catégories | Toutes catégories | Toutes catégories |
| ----------------- | ------------------ | ----------------- | ----------------- | -------------------------- | ------------------------ | ----------------- | ----------------- | ----------------- |
| 01                | Jari-Matti Latvala | Miikka Anttila    | 03                | Ford Fiesta RS WRC         | Ford World Rally Team    | 3 h 18 min 28 s 3 |                   | 25+1              |
| 02                | Mikko Hirvonen     | Jarmo Lehtinen    | 02                | Citroën DS3 WRC            | Citroën Total WRT        | 3 h 18 min 44 s 9 | 16 s 6            | 18                |
| 03                | Mads Østberg       | Jonas Andersson   | 15                | Ford Fiesta RS WRC         | Mads Østberg             | 3 h 19 min 07 s 1 | 38 s 8            | 15                |
| 04                | Petter Solberg     | Chris Patterson   | 04                | Ford Fiesta RS WRC         | Ford World Rally Team    | 3 h 19 min 42 s 6 | 1 min 14 s 3      | 12+2              |
| 05                | Evgeny Novikov     | Denis Giraudet    | 06                | Ford Fiesta RS WRC         | M-Sport Ford WRT         | 3 h 21 min 09 s 7 | 2 min 41 s 4      | 10                |
| 06                | Sébastien Loeb     | Daniel Elena      | 01                | Citroën DS3 WRC            | Citroën Total WRT        | 3 h 21 min 23 s 4 | 2 min 55 s 1      | 8+3               |
| 07                | Henning Solberg    | Ilka Minor        | 10                | Ford Fiesta RS WRC         | Henning Solberg          | 3 h 22 min 17 s 8 | 3 min 49 s 5      | 6                 |
| 08                | Patrik Sandell     | Staffan Parmander | 52                | Mini John Cooper Works WRC | Mini World Rallye Team   | 3 h 23 min 37 s 2 | 5 min 08 s 9      | 4                 |
| 09                | Martin Prokop      | Zdeněk Hrůza      | 21                | Ford Fiesta RS WRC         | Czech Ford National Team | 3 h 23 min 58 s 3 | 5 min 30 s 0      | 2                 |
| 10                | Eyvind Brynildsen  | Cato Menkerud     | 64                | Ford Fiesta RS WRC         | Eyvind Brynildsen        | 3 h 24 min 55 s 5 | 6 min 27 s 2      | 1                 |

### Spéciales chronométrées
| Étape              | Spéciale | Heure   | Nom                       | Distance (km) | Vainqueur                       | Temps         | Leader             |
| ------------------ | -------- | ------- | ------------------------- | ------------- | ------------------------------- | ------------- | ------------------ |
| 1re (9-10 février) | ES1      | 20 h 04 | Super-spéciale Karlstad 1 | 1,90          | Dani Sordo                      | 1 min 34 s 2  | Dani Sordo         |
| 1re (9-10 février) | ES2      | 08 h 04 | Mitandersfors             | 27,07         | Mads Østberg Jari-Matti Latvala | 14 min 13 s 0 | Mads Østberg       |
| 1re (9-10 février) | ES3      | 14 h 21 | Opaker 1                  | 20,17         | Sébastien Loeb                  | 10 min 45 s 8 | Jari-Matti Latvala |
| 1re (9-10 février) | ES4      | 10 h 03 | Kirkenaer 1               | 7,10          | Mikko Hirvonen                  | 5 min 41 s 0  | Jari-Matti Latvala |
| 1re (9-10 février) | ES5      | 10 h 38 | Finnskogen 1              | 20,97         | Mikko Hirvonen                  | 11 min 57 s 2 | Mikko Hirvonen     |
| 1re (9-10 février) | ES6      | 12 h 48 | Opaker 2                  | 20,17         | Sébastien Loeb                  | 10 min 30 s 1 | Mikko Hirvonen     |
| 1re (9-10 février) | ES7      | 13 h 23 | Kirkenaer 2               | 7,10          | Mikko Hirvonen                  | 5 min 34 s 9  | Mikko Hirvonen     |
| 1re (9-10 février) | ES8      | 13 h 58 | Finnskogen 2              | 20,97         | Jari-Matti Latvala              | 11 min 48 s 3 | Jari-Matti Latvala |
| 1re (9-10 février) | ES9      | 16 h 05 | Torsby                    | 19,21         | Petter Solberg                  | 9 min 51 s 5  | Jari-Matti Latvala |
| 1re (9-10 février) | ES10     | 19 h 20 | Super-spéciale Karlstad 2 | 1,90          | Petter Solberg                  | 1 min 32 s 6  | Jari-Matti Latvala |
| 2e (11 février)    | ES11     | 07 h 58 | Vargasen 1                | 24,63         | Jari-Matti Latvala              | 13 min 23 s 7 | Jari-Matti Latvala |
| 2e (11 février)    | ES12     | 09 h 46 | Sagen 1                   | 14,23         | Jari-Matti Latvala              | 7 min 32 s 4  | Jari-Matti Latvala |
| 2e (11 février)    | ES13     | 10 h 46 | Fredriksberg 1            | 18,15         | Mikko Hirvonen                  | 10 min 26 s 4 | Jari-Matti Latvala |
| 2e (11 février)    | ES14     | 12 h 03 | Hagfors Sprint 2          | 1,87          | Ott Tänak                       | 1 min 52 s 3  | Jari-Matti Latvala |
| 2e (11 février)    | ES15     | 13 h 46 | Vargasen 2                | 23,64         | Jari-Matti Latvala              | 13 min 02 s 6 | Jari-Matti Latvala |
| 2e (11 février)    | ES16     | 15 h 34 | Sagen 2                   | 14,23         | Jari-Matti Latvala              | 7 min 22 s 8  | Jari-Matti Latvala |
| 2e (11 février)    | ES17     | 16 h 34 | Fredriksberg 1            | 18,15         | Mikko Hirvonen                  | 10 min 26 s 7 | Jari-Matti Latvala |
| 2e (11 février)    | ES18     | 17 h 51 | Hagfors Sprint 2          | 1,87          | Ott Tänak Sébastien Loeb        | 1 min 58 s 0  | Jari-Matti Latvala |
| 3e (12 février)    | ES19     | 08 h 34 | Lesjofors 1               | 15,00         | Jari-Matti Latvala              | 9 min 10 s 3  | Jari-Matti Latvala |
| 3e (12 février)    | ES20     | 09 h 10 | Rammen 1                  | 22,76         | Jari-Matti Latvala              | 11 min 47 s 1 | Jari-Matti Latvala |
| 3e (12 février)    | ES21     | 09 h 59 | Hagfors 1                 | 4,66          | Mads Østberg                    | 3 min 05 s 2  | Jari-Matti Latvala |
| 3e (12 février)    | ES22     | 12 h 08 | Lesjofors 2               | 15,00         | Mads Østberg                    | 9 min 00 s 8  | Jari-Matti Latvala |
| 3e (12 février)    | ES23     | 12 h 44 | Rammen 2                  | 22,76         | Jari-Matti Latvala              | 11 min 40 s 7 | Jari-Matti Latvala |
| 3e (12 février)    | ES24     | 14 h 11 | Hagfors 2 *               | 4,66          | Sébastien Loeb                  | 2 min 58 s 7  | Jari-Matti Latvala |

* : spéciale télévisée attribuant des points aux trois premiers pilotes

## Classement au championnat après l'épreuve

### Classement des pilotes
Selon le système de points en vigueur, les 10 premiers équipages remportent des points, 25 points pour le premier, puis 18, 15, 12, 10, 8, 6, 4, 2 et 1.
| Rang | Pilote             | Rallyes | Rallyes | Rallyes | Rallyes | Rallyes | Rallyes | Rallyes | Rallyes | Rallyes | Rallyes | Rallyes | Rallyes | Rallyes | Total points |
| Rang | Pilote             | MON     | SUE     | MEX     | POR     | ARG     | GRE     | NZL     | FIN     | GER     | GBR     | FRA     | ITA     | ESP     | Total points |
| ---- | ------------------ | ------- | ------- | ------- | ------- | ------- | ------- | ------- | ------- | ------- | ------- | ------- | ------- | ------- | ------------ |
| 1er  | Sébastien Loeb     | 283     | 113     | -       | -       | -       | -       | -       | -       | -       | -       | -       | -       | -       | 39           |
| 2e   | Mikko Hirvonen     | 142     | 18      | -       | -       | -       | -       | -       | -       | -       | -       | -       | -       | -       | 32           |
| 3e   | Petter Solberg     | 15      | 142     | -       | -       | -       | -       | -       | -       | -       | -       | -       | -       | -       | 29           |
| 4e   | Jari-Matti Latvala | Ab.     | 261     | -       | -       | -       | -       | -       | -       | -       | -       | -       | -       | -       | 26           |
| 5e   | Evgeny Novikov     | 111     | 10      | -       | -       | -       | -       | -       | -       | -       | -       | -       | -       | -       | 21           |
| 6e   | Dani Sordo         | 18      | Ab.     | -       | -       | -       | -       | -       | -       | -       | -       | -       | -       | -       | 18           |
| 7e   | Mads Østberg       | -       | 15      | -       | -       | -       | -       | -       | -       | -       | -       | -       | -       | -       | 15           |
| 8e   | François Delecour  | 10      | -       | -       | -       | -       | -       | -       | -       | -       | -       | -       | -       | -       | 8            |
| 9e   | Henning Solberg    | 0       | 6       | -       | -       | -       | -       | -       | -       | -       | -       | -       | -       | -       | 6            |
| 10e  | Pierre Campana     | 6       | -       | -       | -       | -       | -       | -       | -       | -       | -       | -       | -       | -       | 6            |
| 11e  | Ott Tänak          | 4       | 0       | -       | -       | -       | -       | -       | -       | -       | -       | -       | -       | -       | 4            |
| 12e  | Patrik Sandell     | -       | 4       | -       | -       | -       | -       | -       | -       | -       | -       | -       | -       | -       | 4            |
| 13e  | Martin Prokop      | 2       | 2       | -       | -       | -       | -       | -       | -       | -       | -       | -       | -       | -       | 2            |
| 14e  | Armindo Araújo     | 1       | 0       | -       | -       | -       | -       | -       | -       | -       | -       | -       | -       | -       | 1            |
| 15e  | Eyvind Brynildsen  | -       | 1       | -       | -       | -       | -       | -       | -       | -       | -       | -       | -       | -       | 1            |

| Couleur | Résultat                                                         |
| ------- | ---------------------------------------------------------------- |
| Or      | Vainqueur                                                        |
| Argent  | 2e place                                                         |
| Bronze  | 3e place                                                         |
| Vert    | Classé, dans les points                                          |
| Bleu    | Classé, hors des points Non classé (Nc.)                         |
| Mauve   | Abandon (Ab.) Retrait (Re.)                                      |
| Noir    | Disqualifié (Dq.)                                                |
| Blanc   | N'a pas pris le départ (Np.) Forfait (Forf.) Épreuve annulée (A) |
| Aucune  | N'a pas participé (-)                                            |

3, 2, 1 : y compris les 3, 2 et 1 points attribués aux trois premiers de la spéciale télévisée (power stage).

### Classement des constructeurs
| Rang | Équipe              | Rallyes | Rallyes | Rallyes | Rallyes | Rallyes | Rallyes | Rallyes | Rallyes | Rallyes | Rallyes | Rallyes | Rallyes | Rallyes | Total points |
| Rang | Équipe              | MON     | SUE     | MEX     | POR     | ARG     | GRE     | NZL     | FIN     | GER     | GBR     | FRA     | ITA     | ESP     | Total points |
| ---- | ------------------- | ------- | ------- | ------- | ------- | ------- | ------- | ------- | ------- | ------- | ------- | ------- | ------- | ------- | ------------ |
| 1er  | Citroën Total WRT   | 37      | 28      | -       | -       | -       | -       | -       | -       | -       | -       | -       | -       | -       | 65           |
| 2e   | Ford WRT            | 15      | 40      | -       | -       | -       | -       | -       | -       | -       | -       | -       | -       | -       | 55           |
| 3e   | M-Sport Ford WRT    | 16      | 12      | -       | -       | -       | -       | -       | -       | -       | -       | -       | -       | -       | 28           |
| 4e   | Mini WRT†           | 26      | 0       | -       | -       | -       | -       | -       | -       | -       | -       | -       | -       | -       | 26           |
| 5e   | Qatar WRT           | -       | 8       | -       | -       | -       | -       | -       | -       | -       | -       | -       | -       | -       | 8            |
| -    | Armindo Araújo WRT‡ | 4       | -       | -       | -       | -       | -       | -       | -       | -       | -       | -       | -       | -       | 0            |
| -    | Palmeirinha Rally‡  | 2       | -       | -       | -       | -       | -       | -       | -       | -       | -       | -       | -       | -       | 0            |

Notes:
- † — Le Mini World Rallye Team a perdu son statut de constructeur en février quand BMW lui a retiré son support officiel. Le team conserve les points gagnés lors du Rallye Monte-Carlo 2012, bien que désormais non-inscrit en tant que constructeur officiel. Il est remplacé par le WRC Team Mini Portugal, qui devient le team officiel Mini supporté par l'usine[1].
- ‡ — Le Armindo Araújo World Rally Team et Palmeirinha Rally fusionnent pour former le WRC Team Mini Portugal. Les points marqués au championnat constructeurs lors du Rallye Monte-Carlo 2012 leur sont retirés[1].